# Michal Sáček
Michal Sáček (ur. 19 września 1996 w Hustopečach) – czeski piłkarz, występujący na pozycji obrońcy w Górniku Zabrze.

## Sukcesy
Jagiellonia Białystok
- Mistrzostwo Polski: 
  -  2023/24

- Superpuchar Polski
  -  2024[1]

Sparta Praga
- Puchar Czech z Spartą Praga w sezonie 2019/2020.

## Kariera klubowa i reprezentacyjna
Sáček zadebiutował w pierwszej lidze czeskiej 14 maja 2016 roku w meczu przeciwko Vysočina Jihlava, zakończonym zwycięstwem Sparty Praga 5:0. W sezonie 2016/2017 został wyróżniony nagrodą "Odkrycie Roku" w czeskiej ekstraklasie. W trakcie swojej kariery w Sparcie rozegrał 157 meczów ligowych, zdobywając 3 bramki. W sezonie 2019/2020 zdobył z zespołem Puchar Czech.
2 lutego 2023 roku Sáček podpisał dwuipółletni kontrakt z Jagiellonią Białystok. W pierwszym sezonie w polskiej Ekstraklasie rozegrał 14 meczów. W sezonie 2023/2024 przyczynił się do zdobycia przez Jagiellonię mistrzostwa Polski, rozgrywając 33 mecze ligowe i zdobywając 1 bramkę.
9 czerwca 2025 został zawodnikiem Górnika Zabrze.
Sáček reprezentował Czechy w kategoriach U20 i U21, łącznie rozgrywając 17 meczów i zdobywając 2 bramki.
8 września 2021 roku zadebiutował w seniorskiej reprezentacji Czech w towarzyskim meczu przeciwko Ukrainie, który zakończył się remisem 1:1.

## Statystyki
(aktualne na koniec sezonu 2024/2025)
| Klub                     | Sezon           | Liga            | Liga | Liga | Puchar kraju | Puchar kraju | Europa | Europa | Suma | Suma |
| Klub                     | Sezon           | Liga            | M.   | Br.  | M.           | Br.          | M.     | Br.    | M.   | Br.  |
| ------------------------ | --------------- | --------------- | ---- | ---- | ------------ | ------------ | ------ | ------ | ---- | ---- |
| Sparta Prague            | 2015/16         | 1 Liga          | 1    | 0    | 3            | 0            | 0      | 0      | 4    | 0    |
| Sparta Prague            | 2016/17         | 1 Liga          | 15   | 0    | 0            | 0            | 5      | 0      | 20   | 0    |
| Sparta Prague            | 2017/18         | 1 Liga          | 19   | 0    | 2            | 0            | —      | —      | 21   | 0    |
| Sparta Prague            | 2018/19         | 1 Liga          | 25   | 1    | 3            | 0            | —      | —      | 28   | 1    |
| Sparta Prague            | 2019/20         | 1 Liga          | 35   | 2    | 4            | 0            | 2      | 0      | 41   | 2    |
| Sparta Prague            | 2020/21         | 1 Liga          | 27   | 0    | 4            | 0            | 4      | 0      | 35   | 0    |
| Sparta Prague            | 2021/22         | 1 Liga          | 30   | 0    | 5            | 0            | 10     | 0      | 45   | 0    |
| Sparta Prague            | 2022/23         | 1 Liga          | 5    | 0    | 1            | 0            | 1      | 0      | 7    | 0    |
| Sparta Prague            | Ogólnie         | Ogólnie         | 157  | 3    | 22           | 0            | 22     | 0      | 201  | 3    |
| Sparta Prague B          | 2022/23         | II liga CNFL    | 4    | 0    | —            | —            | —      | —      | 4    | 0    |
| Jagiellonia Białystok    | 2022/23         | Ekstraklasa     | 14   | 0    | 5            | 0            | —      | —      | 19   | 0    |
| Jagiellonia Białystok    | 2023/24         | Ekstraklasa     | 33   | 1    | —            | —            | —      | —      | 33   | 1    |
| Jagiellonia Białystok    | 2024/25         | Ekstraklasa     | 19   | 0    | 2            | 0            | 13     | 0      | 34   | 0    |
| Jagiellonia Białystok    | Ogólnie         | Ogólnie         | 66   | 1    | 7            | 0            | 13     | 0      | 86   | 1    |
| Jagiellonia II Białystok | 2023/24         | III liga        | 1    | 0    | —            | —            | —      | —      | 1    | 0    |
| Ogólnie kariera          | Ogólnie kariera | Ogólnie kariera | 228  | 4    | 29           | 0            | 35     | 0      | 292  | 4    |